# Oxycarboxin
Oxycarboxin ist eine chemische Verbindung aus der Familie der Oxathiine und Carbonsäureamide sowie ein 1966 durch Uniroyal (später Chemtura) eingeführtes Fungizid.

## Gewinnung und Darstellung
Oxycarboxin kann aus Carboxin durch Oxidation mit Wasserstoffperoxid dargestellt werden.

## Verwendung
Oxycarboxin wird als systemisches Fungizid mit kurativer Wirkung gegen Rhizoctonia im Baumwollanbau sowie Rostpilze verwendet. Es wirkt durch Hemmung der Succinat-Dehydrogenase.

## Zulassung
Oxycarboxin war von 1971 bis 1986 in Deutschland, in Österreich dagegen bis 2007 zugelassen. Der Wirkstoff ist in der Europäischen Union kein zulässiger Wirkstoff von Pflanzenschutzmitteln. Auch in der Schweiz sind keine Pflanzenschutzmittel mit diesem Wirkstoff zugelassen.